# Logan (Iowa)
Logan és una població dels Estats Units a l'estat d'Iowa. Segons el cens del 2000 tenia 1.545 habitants.

## Demografia
Segons el cens del 2000, Logan tenia 1.545 habitants, 608 habitatges, i 395 famílies. La densitat de població era de 590,6 habitants/km².
Dels 608 habitatges en un 32,4% hi vivien nens de menys de 18 anys, en un 53,8% hi vivien parelles casades, en un 8,6% dones solteres, i en un 35% no eren unitats familiars. En el 32,2% dels habitatges hi vivien persones soles el 18,1% de les quals corresponia a persones de 65 anys o més que vivien soles. El nombre mitjà de persones vivint en cada habitatge era de 2,43 i el nombre mitjà de persones que vivien en cada família era de 3,09.
Per edats la població es repartia de la següent manera: un 27,1% tenia menys de 18 anys, un 6,1% entre 18 i 24, un 27,5% entre 25 i 44, un 18,2% de 45 a 60 i un 21,1% 65 anys o més.
L'edat mediana era de 38 anys. Per cada 100 dones de 18 o més anys hi havia 79,9 homes.
La renda mediana per habitatge era de 35.455 $ i la renda mediana per família de 44.375 $. Els homes tenien una renda mediana de 30.347 $ mentre que les dones 20.625 $. La renda per capita de la població era de 18.709 $. Entorn del 5,6% de les famílies i el 9,5% de la població estaven per davall del llindar de pobresa.

## Poblacions més properes
El següent diagrama mostra les poblacions més properes.